# 笠井あゆみ
笠井 あゆみ（かさい あゆみ、1967年3月15日 - ）は、日本のイラストレーター、漫画家。徳島県出身。星座は魚座、血液型はAB型。
一般小説・ボーイズラブ小説のカバーイラストや挿絵を中心に活躍。SAI2、CLIP STUDIO PAINTなどのPCソフトを用いたイラストを手掛ける。

## 経歴
関西大学文学部教育学科卒業。1990年、早川書房の若年層向けの小説季刊雑誌『小説ハヤカワHi!』のイラストコンクール入選を機にデビュー。1992年3月東京秋葉原にて初の個展「月夜絵展」を開催。竹書房のボーイズラブ専門漫画雑誌「麗人」の表紙イラストを創刊時（1993年）より担当。2000年、プレイステーション用ゲームソフト『東京魔人学園剣風帖』のスピンオフ漫画『妖都鎮魂歌: 東京魔人学園剣風帖外伝』にて本格的な連載漫画家としてもデビュー。2022月6月24日から7月3日まで、新宿マルイアネックス 6Fイベントスペースにて「麗人展 1993-2022」を開催。

## 作品リスト

### 挿絵（小説イラスト）
- 霊感探偵倶楽部 シリーズ（講談社〈講談社X文庫ホワイトハート〉：全12巻、原作：新田一実、1993年1月-1995年10月）
- 新・霊感探偵倶楽部 シリーズ（講談社〈講談社x文庫ホワイトハート〉：全12巻、原作：新田一実、1995年12月-1998年10月）
- 真・霊感探偵倶楽部 シリーズ（講談社〈講談社x文庫ホワイトハート〉：全12巻、原作：新田一実、1998年12月-2001年10月）
- 姉崎探偵事務所 シリーズ（講談社〈講談社x文庫ホワイトハート〉：全19巻、原作：新田一実、2001年12月-2007年8月）
- 義兄 明治艶曼荼羅（フランス書院〈ティアラ文庫〉：既刊1巻、原作：丸木文華、2011年3月）
- 罪の蜜（講談社〈講談社x文庫ホワイトハート〉：既刊1巻、原作：丸木文華、2011年10月）
- 蜘蛛の見る夢（イースト・プレス〈ソーニャ文庫〉：既刊1巻、原作：丸木文華、2012年9月）
- 暴君竜 シリーズ（徳間書店〈キャラ文庫〉：既刊10巻、原作：犬飼のの、2014年6月-2021年4月）
- 蜜を喰らう獣たち（徳間書店〈キャラ文庫〉：既刊1巻、原作：宮緒葵、2014年11月）
- 小説家・裏雅の気ままな探偵稼業（集英社〈集英社オレンジ文庫〉：既刊1巻、原作：丸木文華、2017年11月）
- 僕の中の声を殺して（徳間書店〈キャラ文庫〉：既刊1巻、原作：渡海奈穂、2017年12月）
- 花吸い鳥は高音で囀る（徳間書店〈キャラ文庫〉：既刊1巻、原作：中原一也、2018年6月）
- 飼い犬に手を咬まれるな（徳間書店〈キャラ文庫〉：既刊1巻、原作：夏乃穂足、2019年3月）
- 式神の名は、鬼（徳間書店〈キャラ文庫〉：既刊3巻、原作：夜光花、2019年6月-2020年6月）
- 小説家先生の犬と春（徳間書店〈キャラ文庫〉：既刊1巻、原作：砂原糖子、2020年8月）
- 拝啓、百年先の世界のあなたへ（徳間書店〈キャラ文庫〉：既刊1巻、原作：中原一也、2020年9月）
- 夜間飛行（徳間書店〈キャラ文庫〉：既刊1巻、原作：遠野春日、2021年5月）
- 式神見習いの小鬼（徳間書店〈キャラ文庫〉：既刊1巻、原作：夜光花、2021年6月）
- 存在証明（徳間書店〈キャラ文庫〉：既刊1巻、原作：遠野春日、2021年10月）
- 気難しい王子に捧げる寓話（徳間書店〈キャラ文庫〉：既刊1巻、原作：小中大豆、2022年2月）
- ひと夏のリプレイス（徳間書店〈キャラ文庫〉：既刊1巻、原作：遠野春日、2022年9月）
- 月印の御子への供物（徳間書店〈キャラ文庫〉：既刊1巻、原作：西野花、2023年2月）
- 僕たちは昨日まで死んでいた（徳間書店〈キャラ文庫〉：既刊1巻、原作：中原一也、2023年3月）
- 渇愛 上・下（徳間書店〈キャラ文庫〉：既刊2巻、原作：吉原理恵子、2023年6月-7月）
- 龍の身代わり 偽りの皇帝は煌めく星を恋う（集英社〈集英社オレンジ文庫〉：既刊1巻、原作：我鳥彩子、2023年11月）
- 華龍と月龍の皇子（徳間書店〈キャラ文庫〉：既刊2巻、原作：杉原理生、2024年4月-12月）
- 天才画家になりそこなった友へ（徳間書店〈キャラ文庫〉：既刊1巻、原作：七緒夕日、2024年11月）

### 漫画
- 『妖都鎮魂歌: 東京魔人学園剣風帖外伝』（角川書店〈あすかコミックスDX〉：全2巻、原作・脚本：今井秋芳）

1. 2000年11月1日初版発行 ISBN 4-04-853277-4
2. 2001年12月1日初版発行 ISBN 4-04-853443-2

- 『北斗の拳 ユリア外伝 慈母の星』（「笠井晶水」名義で発表した単行本）
  - 小学館〈ビッグコミックススペシャル〉、2007年9月4日初版第1刷発行、ISBN 978-4-09-181478-4
  - 「ビッグコミックスペリオール」2006年第7号〜第9号、2007年第7号〜第9号/第11号〜第13号
- 『天狗陰陽道』（リブレ出版〈ゼロコミックス〉：全1巻、原作：桑畑絹子、2008年11月10日初版発行）ISBN 978-4-86263-503-7
- 『オトコの花道』（竹書房〈バンブー・コミックス 麗人セレクション〉：全1巻、2009年9月26日初版発行）ISBN 978-4-8124-7163-0

### 画集
- 『笠井あゆみ画集 月夜絵』（光風社出版、1993年11月10日初版発行）ISBN 4-87519-402-1
- 『笠井あゆみ耽美画集 夢みさしゃんせ』（勁文社、1995年11月30日第1刷発行）ISBN 4-7669-2007-4
- 『笠井あゆみ画集 戀字宴』（美術出版社、2002年7月7日初版第1刷発行）ISBN 4-568-50246-2
- 『笠井あゆみ画集 媚薬』（パイ インターナショナル、2020年12月18日初版発行）ISBN 978-4-7562-5447-4

### イラストカードブック
- 『愛と神秘のタロット占い オリジナルカード78枚』（成美堂出版、1993年5月15日発行、解説：ムーンプリンセス・妃弥子）ISBN 4-415-07466-9
  - 1996年7月20日再版発行 ISBN 4-415-07466-9
  - 2000年3月20日再版発行 ISBN 4-415-07466-9
  - 2002年4月20日再版発行 ISBN 4-415-07466-9
  - 2002年9月20日新装版発行 ISBN 4-415-02145-X
- 『笠井あゆみイラストカードブック 旦那はんと痴話喧嘩』（パイ インターナショナル、2021年12月22日初版第1刷発行）ISBN 978-4-7562-5578-5